# Пляжный волейбол на Панамериканских играх 2015
Пляжный волейбол на Панамериканских играх 2015 года в Торонто прошёл с 13 по 21 июля в Центре пляжного волейбола Шевроле. Медали разыгрывались в двух дисциплинах. В соревнованиях приняло участие 64 спортсмена из 19 стран. В мужском турнире золотые медали завоевали мексиканские волейболисты, а у женщин первыми стали аргентинки. Сборная Бразилии впервые, начиная с 2003 года осталась без золотых медалей Панамериканских игр.

## Медали

### Общий зачёт
(Жирным выделено самое большое количество медалей в своей категории; принимающая страна также выделена)
| Общее количество медалей |           |        |         |        |       |
| Место                    | Страна    | Золото | Серебро | Бронза | Всего |
| 1                        | Аргентина | 1      | 0       | 0      | 1     |
| 1                        | Мексика   | 1      | 0       | 0      | 1     |
| 3                        | Бразилия  | 0      | 1       | 1      | 2     |
| 3                        | Куба      | 0      | 1       | 1      | 2     |
| Всего                    | Всего     | 2      | 2       | 2      | 4     |

### Медалисты
| Дисциплина | Золото                                 | Серебро                                    | Бронза                                   |
| Мужчины    | Мексика Родольфо Онтиверос Хуан Вирхен | Бразилия Витор Араужо Альваро Мораис Фильо | Куба Нивальдо Диас Серхио Гонсалес       |
| Женщины    | Аргентина Ана Гальяй Джорджина Клуг    | Куба Льянма Флорес Лейла Мартинес          | Бразилия Каролина Орта Лильяне Маэстрини |

## Место проведения
| Центр пляжного волейбола Шевроле |
| -------------------------------- |
|                                  |
| Вместимость: 5000                |